# ۱۶۱۳ (میلادی)
۱۶۱۳ (میلادی) هزار و ششصد  و سیزدهمین سال تقویم میلادی است.

## درگذشتگان
- ۸ سپتامبر – کارلو گزوالدو، آهنگساز ایتالیایی (ز. ۱۵۶۶)
- ۶ دسامبر – آنتون پرتریوس، نویسنده آلمانی (ز. ۱۵۶۰)